# Blullen
Blullen är ett distrikt i Etiopien.   Det ligger i zonen Metekel Āwraja och regionen Benishangul-Gumuz, i den västra delen av landet, 400 km nordväst om huvudstaden Addis Abeba.